# Strage di via Medina
La strage di via Medina fu un fatto di sangue avvenuto a Napoli l'11 giugno 1946 in via Medina, nel quale morirono nove militanti monarchici e che causò un centinaio di feriti.

## Il contesto storico
Il referendum istituzionale svoltosi il 2-3 giugno 1946 vide la vittoria della scelta repubblicana contro quella monarchica con più di due milioni di voti di distacco, seguita da polemiche da parte monarchica su presunti brogli. A Napoli, città con un'elevata percentuale di popolazione (circa 80%) di fede monarchica, la notizia dei risultati del referendum accese gli animi e si registrarono scontri di strada fra monarchici e repubblicani.

## L'avvenimento
La sera del 7 giugno una bomba lanciata da una mano anonima a Capodimonte, vicino alla chiesa di Sant'Antonio, colpì un gruppo di giovani monarchici reduci da una manifestazione, ferendo Ciro Martino, morto in seguito all'Ospedale degli Incurabili. Il giorno successivo si diffuse la voce, rivelatasi poi completamente infondata, dell'arrivo a Napoli di Umberto II, deciso a battersi per la monarchia. La notizia agitò la città e si formò un grande corteo monarchico, che si scontrò con un blocco di ausiliari di pubblica sicurezza inviati dall'allora ministro dell'interno Giuseppe Romita per controllare la situazione. Nello scontro morì, ferito alla testa, il quattordicenne Carlo Russo; la situazione non degenerò ulteriormente solo grazie all'intervento dei Carabinieri, al tempo ritenuti un'arma fedele al Re e per questo motivo accusati dal giornale socialista Avanti! di comunanza con i dimostranti. L'8 giugno durante incidenti con le forze di pubblica sicurezza rimase ucciso il sedicenne Gaetano d'Alessandro.
L'11 giugno, mentre si attendeva la proclamazione ufficiale dei risultati del referendum, si ebbero in via Medina gli scontri più gravi: nella via all'epoca esisteva la sede napoletana del Partito Comunista Italiano. Quel giorno si diffuse la notizia che la sede del partito esponeva oltre alla bandiera rossa con falce e martello anche una bandiera tricolore priva dello stemma sabaudo. Un corteo monarchico cercò di assaltare la sede del PCI in via Medina per cercare di togliere il tricolore esposto, ma venne bloccato da un cordone della polizia che cercava di mantenere l'ordine pubblico: la fine della giornata conteggiò nove manifestanti monarchici uccisi e una cinquantina di feriti; tra i morti la studentessa Ida Cavalieri che, avvolta con un tricolore con la corona sabauda, fu investita da un'autoblindo delle forze dell'ordine
.
A questi scontri partecipò anche, tra i manifestanti pro monarchia, il futuro intellettuale comunista Biagio De Giovanni, allora solo quattordicenne, che così in seguito spiegò la sua partecipazione: «Già leggevo Hegel - ero monarchico perché credevo all'unità dello Stato. (...) Scappai quando la situazione s'incanaglì». Dal lato opposto delle barricate era presente Giorgio Napolitano, studente di vent'anni, che assistette all'assalto armato alla sede del partito.
La notte del 12 giugno il governo si riunì su convocazione di Alcide De Gasperi. Costui aveva ricevuto in giornata una comunicazione scritta dal Quirinale, nella quale il Re si dichiarava intenzionato a rispettare il responso degli elettori votanti, secondo quanto stabilito dal decreto di indizione del referendum, aggiungendo che avrebbe atteso il giudizio definitivo della Corte di cassazione, secondo quanto stabilito dalla legge. La lettera, che sollevava la questione del raggiungimento del quorum dei votanti, suscitò le preoccupazioni dei ministri intenzionati alla proclamazione immediata della repubblica (secondo la celebre frase del leader socialista Pietro Nenni: «O la repubblica o il caos!»), mentre, nello stesso tempo, era necessario far fronte alle crescenti proteste dei monarchici, come quelle represse sanguinosamente il giorno prima a Napoli. Lo stesso 12 giugno una nuova manifestazione monarchica venne dispersa violentemente. Il giorno successivo re Umberto II lasciò l'Italia, andando in esilio in Portogallo.

## Le vittime
Questo l'elenco delle vittime degli scontri:
- Ida Cavalieri (19 anni)
- Vincenzo Di Guida (20 anni);
- Gaetano D'Alessandro (16 anni);
- Mario Fioretti (21 anni);
- Michele Pappalardo (22 anni);
- Francesco D'Azzo (21 anni);
- Guido Beninati;
- Felice Chirico;
- Carlo Russo (14 anni);
- Ciro Martino.